# Les Ponts-de-Martel
Les Ponts-de-Martel es una comuna suiza del cantón de Neuchâtel, situada en el distrito de Le Locle. Limita al norte con Le Locle, al noreste con La Sagne, al sureste con Brot-Plamboz, al suroeste con Val-de-Travers y La Brévine, y al oeste con La Chaux-du-Milieu.

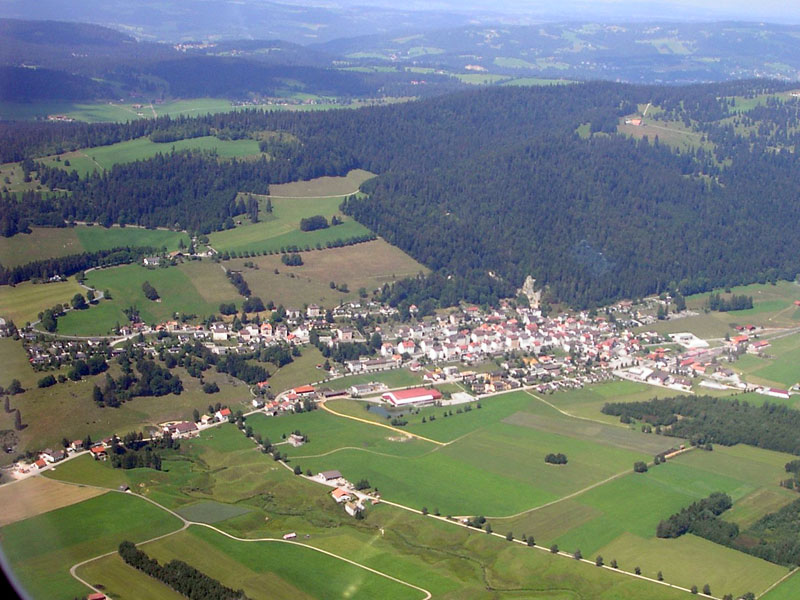
Vista aérea de Les Ponts-de-Martel.